# Wang Sin-ting
Wang Sin-ting (ur. 17 października 1992 na Tajwanie) – tajwańska siatkarka grająca jako środkowa. Obecnie występuje w drużynie Taiwan Power.